# Luís Britto
Luís Britto (* 23. Juni 1993 in Araçatuba) ist ein brasilianischer Tennisspieler, der vor allem im Doppel aktiv ist.

## Karriere
Britto war auf der Junior Tour nicht aktiv. Er startete direkt bei Profiturniere und dort vor allem auf der drittklassigen ITF Future Tour in Südamerika. Von 2013 bis 2021 war er im Doppel in der Weltrangliste notiert, allerdings außerhalb der Top 1000. Den ersten Titel gewann er erst 2022, als er auch das erste Mal die Top 1000 durchbrach. Mit einem weiteren Titel 2023 und ersten Siegen auf der höher dotierten ATP Challenger Tour zog er in die Top 500 ein.
Ab April 2024 spielte Britto regelmäßiger Challengers. Beim Challenger in San Miguel de Tucumán gewann er mit dem Argentinier Gonzalo Villanueva den ersten Titel auf dieser Ebene. Das Ranking steigerte er im Jahresverlauf nach vier Halbfinals in Lima, Iași, Pozoblanco und Dobritsch bis auf sein Karrierehoch Platz 214.

## Erfolge
| Legende (Anzahl der Siege) |
| Grand Slam                 |
| ATP Finals                 |
| ATP Tour Masters 1000      |
| ATP Tour 500               |
| ATP Tour 250               |
| ATP Challenger Tour (2)    |

### Doppel

#### Turniersiege
| Nr. | Datum          | Turnier               | Belag | Partner            | Finalgegner                                     | Ergebnis  |
| --- | -------------- | --------------------- | ----- | ------------------ | ----------------------------------------------- | --------- |
| 1.  | 20. April 2024 | San Miguel de Tucumán | Sand  | Gonzalo Villanueva | Patrick Harper David Stevenson                  | 6:3, 6:2  |
| 2.  | 17. Mai 2025   | Bogotá                | Sand  | Zdeněk Kolář       | Conner Huertas del Pino Arklon Huertas del Pino | 6:4, 7:64 |